# Gazelle FC
O Gazelle Football Club  é um clube de futebol na cidade da N'Djamena na Chade.

## Títulos de Futebol
- Primeira Liga de Chade: 4

2009, 2012, 2015, 2016
- Copa de Chade: 6

1973, 1974, 1997, 2000, 2001, 2012
- Taça de Liga de Chade: 6

- Super Taça de Chade: 2

## Jogos africanos
| Ano     | Competição                          | Rodado       | Clube                                         | Casa | Visitador |
| ------- | ----------------------------------- | ------------ | --------------------------------------------- | ---- | --------- |
| 1992-93 | CAF Cup Winners' Cup                | Preliminário | CD Elá Nguema                                 | 0-0  | 0-1       |
| 1997-98 | CAF Cup Winner's Cup                | Preliminário | Dragons FC de l'Ouémé                         | 2-2  | 0-1       |
| 2000-01 | CAF Cup Winner's Cup                | 1a rodada    | Sporting Clube da Praia, AS Saint-Luc         |      |           |
| 2001-02 | CAF Cup Winners Cup                 | 1a rodada    | Akokana FC, USM Alger                         |      |           |
| 2005-06 | CAF Confederation Cup 2005          | Preliminário | FC 105 Libreville                             | 3-1  | 0-2       |
| 2009-10 | Liga dos Campeões da África de 2010 | 1a rodada    | Bayelsa United (Nigeria), al-Merreikh (Sudam) |      |           |
| 2012-13 | Liga dos Campeões da África de 2013 | Preliminário | Zamalek                                       | 7-0  | 0-0       |

## Jogadores atuais (28 de agosto de 2015)
Nota: Bandeiras indicam equipe nacional, conforme definido pelas regras de elegibilidade da FIFA. Os jogadores podem ter mais de uma nacionalidade não-FIFA.
| N.º |       | Posição | Jogador                  |
| --- | ----- | ------- | ------------------------ |
|     | Chade | G       | Oumar Yangoussou         |
| 3   | Chade | A       | Celestin Djembayel       |
| 4   | Chade | D       | Fabrice Djimhoue         |
| 5   | Chade | D       | Felix Mbaihore           |
| 7   | Chade | A       | Ahmed Evariste Medego    |
| 8   | Chade | A       | Beadoum Mondé            |
| 9   | Chade | A       | Claude Ngueyasra         |
| 10  | Chade | M       | Kayber Manga             |
| 12  | Chade | M       | Abdoulaye                |
| 14  | Chade | M       | Doumnan Herman (Captain) |
| 15  | Chade | D       | Militoh Bemadji          |

| N.º |          | Posição | Jogador           |
| --- | -------- | ------- | ----------------- |
| 17  | Chade    | D       | Mahamat Djibrine  |
| 20  | Chade    | D       | Maigue Abbas      |
| 21  | Chade    | D       | Joel Nadour       |
| 23  | Camarões | G       | Ghislain Mendouga |
| 25  | Chade    | M       | Aaron             |
| 30  | Chade    | D       | Ninga Ndonane     |
|     | Chade    | D       | Cesar Abaya       |
|     | Chade    | D       | Baîna Issaka      |
|     | Chade    | D       | Abbo              |
|     | Chade    | D       | Abdel Aziz        |
|     | Chade    | M       | Abou Deco         |

## Treinadores
- Haroune Sabah [1]
- Modou Kouta [2]
- 2011 -  Toukam Julien
- 2012 -  Joseph Mounte [3]

## Jogadores antigas
- Abdoulaye Bichara
- Malick Douga
- Armel Koulara
- Cesar Madalangue, DF, 2012
- Haroune Sabah Toro [4]